# Maximilien Sébastien Foy
Maximilien Sébastien Foy (Ham, dep. de Somme, 3 de febrero de 1775-París, 28 de noviembre de 1825),  fue un militar, estadista y escritor francés. Su nombre aparece grabado en el Arco de Triunfo de París.

## Carrera militar
Nacido en Ham (Somme), tras graduarse en la academia militar participó en las Guerras revolucionarias francesas, luchando en las batallas de Valmy, Jemappes, y en la primera batalla de Zúrich. Ya como coronel de artillería, bajo las órdenes de Auguste Marmont, participó en la batalla de Ulm.

### En Portugal
Bajo el mando del mariscal Jean-Andoche Junot, participó en la primera invasión de Portugal, siendo gravemente herido en la batalla de Vimeiro. Tras su ser repatriado, gracias al Convenio de Sintra', volvería a España, esta vez bajo las órdenes del mariscal Soult, participando en las batallas de Elviña y, en la segunda invasión de Portugal, en la primera batalla de Oporto, donde fue capturado, aunque logró escapar. Más tarde, luchó en la segunda batalla de Oporto, donde fue herido.
A principios de 1810, su unidad fue atacada cerca de Cáceres por una fuerza mayor al mando de Enrique José O'Donnell, pero logró escapar hacia Mérida. Herido de nuevo en la batalla de Bussaco (1810), el año siguiente fue elegido por el mariscal André Masséna para informar personalmente al  emperador Napoleón acerca del estado crítico de las fuerzas francesas ante las Líneas de Torres Vedras. En recompensa de lo peligroso de su misión, al tener que cruzar toda la península ibérica sublevada, fue ascendido a general de división. 

### En España
En 1812, tras luchar en la batalla de los Arapiles, Foy fue enviado a Vitoria, y aunque no participó en la batalla de Vitoria, logró reunir a unos 20 000 hombres de distintas divisiones con los cuales tuvo cierto éxito en varios hechos de armas en la zona. Llegado a Tolosa al mismo tiempo que el general inglés Thomas Graham, tuvo que retirarse, primero a Irún, la que también debió abandonar, para finalmente cruzar el río Bidasoa.
Al mando de una división en la batalla de los Pirineos (1813), y tras la derrota de Soult en la batalla de Sorauren, Foy logró salvar a su división, a la que sumó tropas de otras unidades, y se retiró por el puerto de Roncesvalles.

### Término de su carrera militar
Foy participó en las batallas del Nive y de St. Pierre d'Irrube (1813), y el año siguiente, durante la batalla de Orthez, del 27 de febrero de 1814, fue dado por muerto en el terreno. Volvería a luchar en las batallas de Ligny y Waterloo, siendo herido de nuevo, ya por decimoquinta vez, y tras la cual se retiró del ejército. 

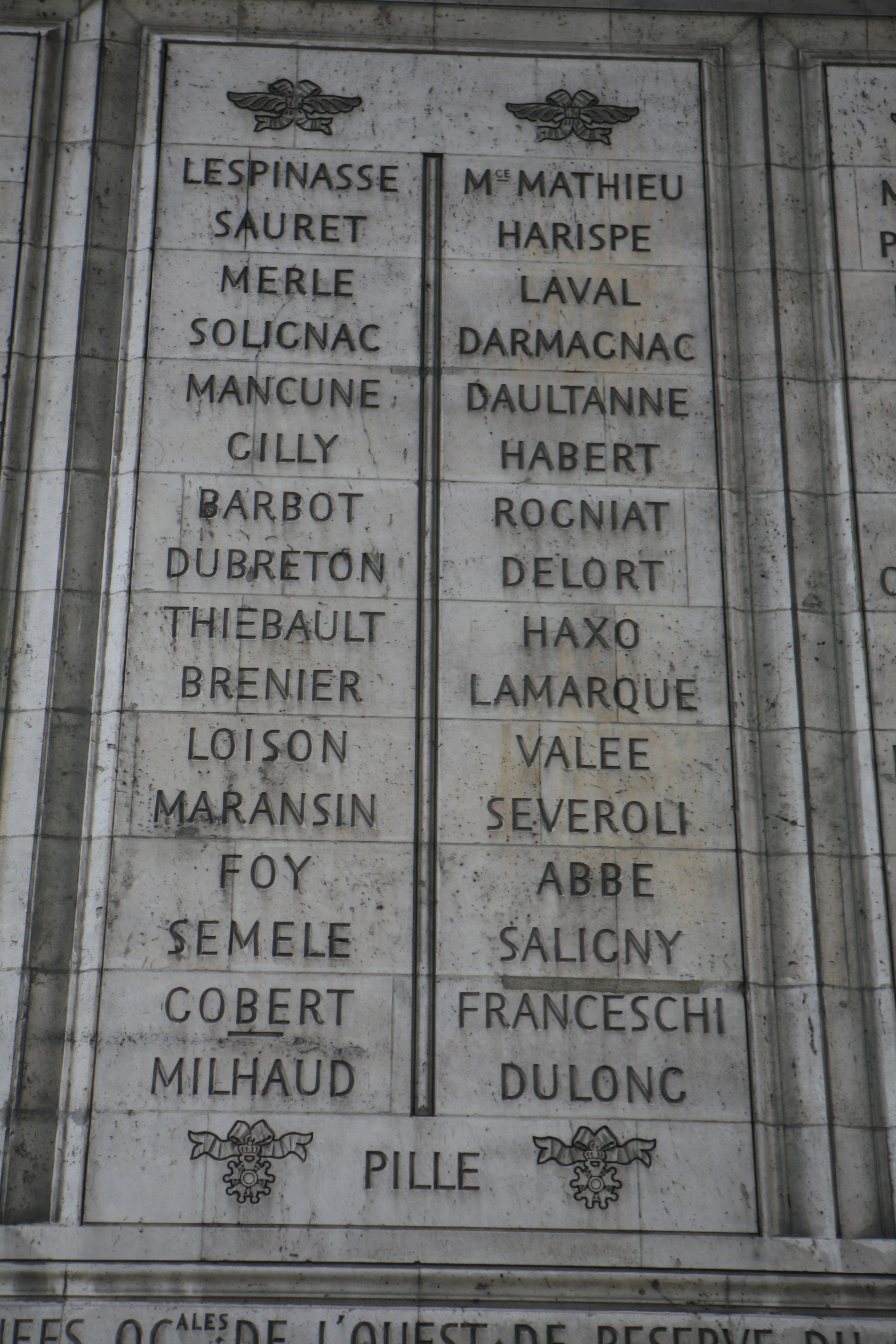
Columnas 35 y 36 del Arco de Triunfo de París.

## Carrera política
En 1819 fue elegido diputado de la cámara de diputados, en que se desempeñó como líder de la oposición hasta su muerte, en 1825. Fue sepultado en el cementerio del Père Lachaise

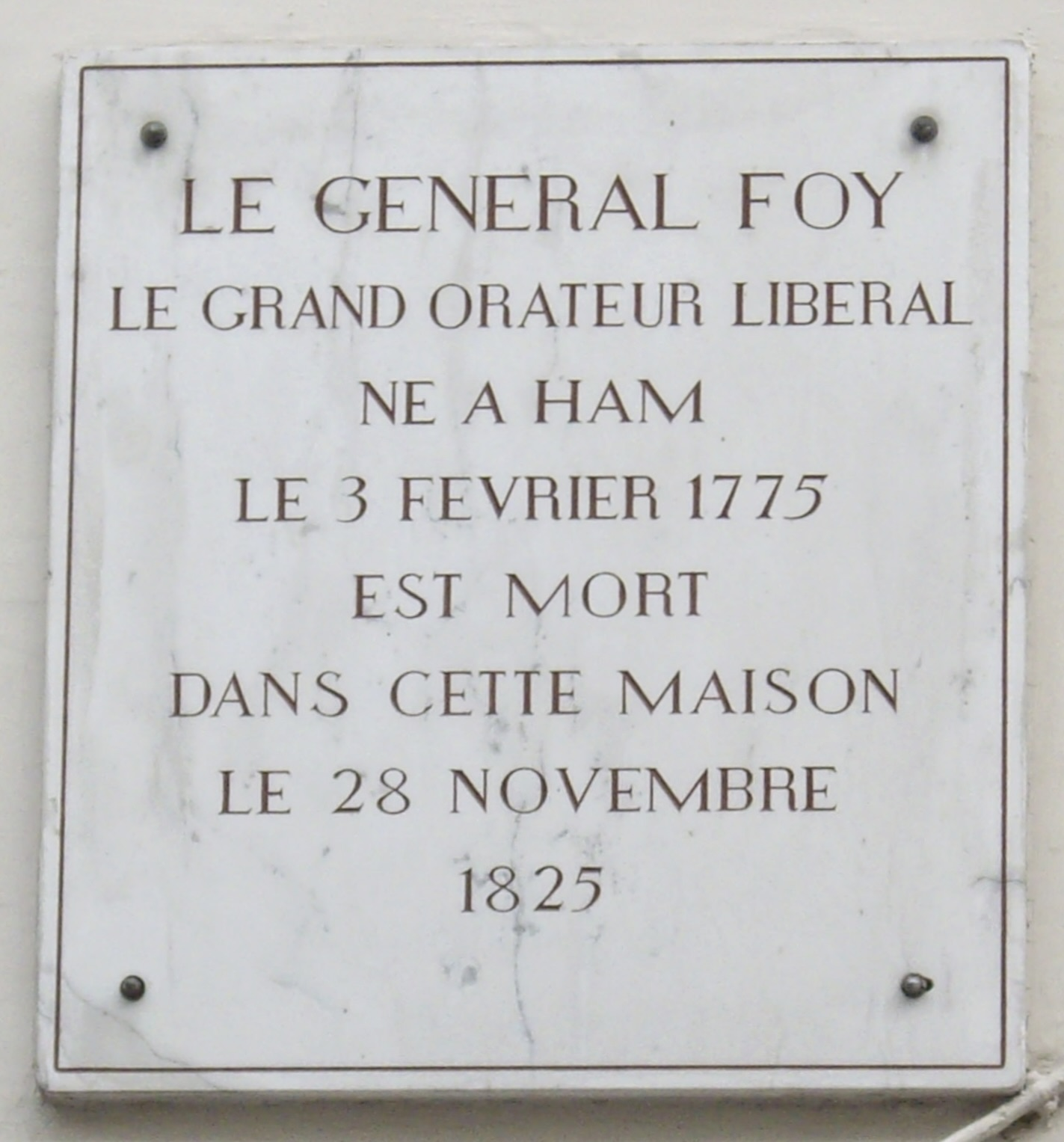
Placa conmemorativa del fallecimiento del General Foy en 62 rue de la Chaussée-d'Antin, París

## Escritor
Foy escribió una historia en nueve volúmenes de las campañas de Napoleón en la península ibérica.